# Annette Bening
Annette Francine Bening (n. 29 mai 1958, Topeka, Kansas, SUA) este o actriță americană. A fost nominalizată de patru ori la Premiile Oscar, pentru rolurile din filmele The Grifters, Frumusețe americană, Being Julia și The Kids Are All Right. Este câștigătoare a două Globuri de Aur pentru două dintre aceste filme. Este căsătorită cu Warren Beatty, cu care are 4 copii.

## Viața timpurie
S-a născut în Topeka, Kansas și este cel mai mic copil la părinți dintre cei patru ai familiei Bening. Mama sa, Shirley, a fost solist în corul bisericii, iar tatăl său, Arnett Grant Bening, a lucrat ca agent de vânzări și asigurări. Părinții săi sunt nativi din Iowa și sunt republicani conservatori. Frații săi sunt Jane Bening (născută în 1953), Bradley Bening (născut în 1955) și Byron Bening (născut în 1957). În 1959 familia sa s-a mutat la Wichita, Kansas, acolo unde și-a petrecut copilăria. În 1965 tatăl său și-a găsit o slujbă în San Diego, California și întreaga familie l-a urmat. A început să joace încă din liceu, când a avut rolul principal în The Sound of Music. A studiat actoria la Liceul Patrick Henry. Pentru a strânge bani și a se întreține a lucrat ca bucătar pe un vas, acolo unde se recreea făcând scuba diving. A intrat la Colegiul San Diego Mesa și și-a continuat studiile artistice la Universitatea San Francisco. Încă din acei ani a fost cunoscută pentru talentul său extraordinar și pentru excelenta interpretare a rolului Lady Macbeth din piesa lui Shakespeare.

## Filmografie selectivă
- 1991 Bugsy , regia Barry Levinson - Virginia Hill
- 1996 Atacul marțienilor! (Mars Attacks!), regia Tim Burton
- 1999 American Beauty, regia Sam Mendes
- 2000 Un mascul extraterestru (What Planet Are You From?), regia Mike Nichols
- 2010 Copiii sunt bine-mersi (The Kids Are All Right), regia Lisa Cholodenko
- 2022 Moarte pe Nil (Death on the Nile), regia Kenneth Branagh